# Alec Down
Alec Down (* 1914 in Gosport; † 25. Dezember 1995) war ein britischer Archäologe.
Alec Down diente zunächst in der Armee, studierte nach dem Zweiten Weltkrieg Ingenieurwissenschaften in London und arbeitete bis in die frühen 1970er Jahre als Ingenieur. Ein Besuch der Römervilla in Bignor weckte sein Interesse an der Archäologie. 1958 nahm er an einer Ausgrabung teil und lernte dabei den britischen Archäologen Barry Cunliffe kennen. Schon im folgenden Jahr beaufsichtigte er eine Stadtgrabung in Chichester und war in den nächsten Jahren an diversen Notgrabungen in der Stadt beteiligt. 1974 wurde er zum Vollzeitarchäologen des Chichester District Council (der Stadtverwaltung von Chichester) ernannt. Er leitete Notgrabungen in der Stadt, aber auch in der Region, wo er eine Reihe römischer Villen ausgrub. Seine Grabungsergebnisse veröffentlichte er in verschiedenen Bänden.

## Schriften
- Roman Chichester, Chichester 1988, ISBN 0-85033-435-7.
- mit Margaret Rule: Chichester Excavations 1, Oxford 1971.
- Chichester Excavations 2-6, Chichester 1974–1989.
- mit John Magilton: Chichester Excavations 8, Chichester 1993.